# Nikolaï Pissarev
Nikolaï Nikolaïevitch Pissarev (en russe : Николай Николаевич Писарев), né le 23 novembre 1968 à Moscou en URSS, est un footballeur russe reconverti entraîneur. Il est notamment le premier entraîneur de l'équipe de Russie de beach soccer de 2005 à 2010.
En 2012, Nikolaï Pissarev est directeur sportif de l'Union russe de football (FUR) et de l'équipe espoirs de Russie.

## Biographie

### Carrière d'entraîneur
Lorsque Nikolaï Pissarev arrive à la tête de la toute neuve équipe de Russie de beach soccer en 2005 il est de suite fasciné par la pratique et n'hésite pas à prendre l'avion et se rendre directement au siège de la Beach Soccer Worldwide, à Barcelone, afin de discuter des possibilités d'intégrer l'équipe nationale russe dans le circuit BSWW. Il ne reste qu'à construire une équipe et pour cela Pisarev compte sur ses relations espagnole et fait venir les Mostovoi, Karpine, Nikiforov, Popov[Lequel ?] ou encore Kiriakov pour l'Euro Beach Soccer League qui se déroule à Majorque. En décembre de cette même année 2005, la Russie accueille sa première Euro Beach Soccer Cup, le pays termine à la seconde position et une défaite face à la Suisse en finale. Dans la construction de cette équipe, l'entraîneur découvre déjà quelques-uns des talents de demain comme Ilya Leonov, Andreï Boukhlitski, Iegor Chaïkov et Anton Shkarin.
Après l'Euro Beach Soccer League de 2010 à Moscou, Pissarev devient le nouveau directeur sportif de l'Union russe de football et il est également nommé comme sélectionneur de l'équipe nationale espoirs en novembre. Mikhaïl Likhatchev le remplace à la tête de l'équipe de football de plage.

## Palmarès

### Palmarès de joueur
Torpedo Moscou
- Finaliste de la Coupe d'Union soviétique en 1988.

 Spartak Moscou
- Champion de Russie en 1992, 1993, 1994, 1998, 2000 et 2001.

### Palmarès d'entraîneur
Russie beach soccer
- Euro Beach Soccer League (3)
  - Vainqueur en 2009
  - 3e en 2007, 2008 et 2010
- Euro Beach Soccer Cup (1)
  - Vainqueur en 2010
  - Finaliste en 2005
- Tournoi qualificatif à la Coupe du monde
  - Finaliste en 2009